# Pierre Gripari
Pierre Gripari (ur. 7 stycznia 1925, zm. 23 grudnia 1990 w Paryżu) – francuski pisarz.

## Twórczość
Stał się popularny po opublikowaniu książki dla dzieci Opowieści z ulicy Broca (Contes de la rue Broca).

## Wybrane utwory
- Bajka o księciu Pipo, o koniu Pipo i o księżniczce Popi
- Historia Patryka, którego nic nie spotyka